# Liste der Monuments historiques in Sainte-Croix-du-Mont
Die Liste der Monuments historiques in Sainte-Croix-du-Mont führt die Monuments historiques in der französischen Gemeinde Sainte-Croix-du-Mont auf.

## Liste der Bauwerke
| Bezeichnung      | Beschreibung | Standort | Kennzeichnung | Schutzstatus | Datum | Bild |
| ---------------- | ------------ | -------- | ------------- | ------------ | ----- | ---- |
| Kirche Ste-Croix |              | (Lage)   | PA00083816    | Inscrit      | 1925  |      |

## Liste der Objekte
- Monuments historiques (Objekte) in Sainte-Croix-du-Mont in der Base Palissy des französischen Kultusministeriums